# ملخ طاووس
ملخ طاووس (نام علمی: Pterochroza ocellata) نام یک گونه از تیره ملخ شاخک‌دراز است. این گونه که یک ملخ با استتار تقلید از برگ است زمانی که خوابیده است شبیه برگ خشک می‌باشد. این ملخ نام عمومی و نام خاص خودش (ocellata به معنی «مشخص با چشمان کوچک») را به رفتار وحشت‌زدگی یا برافروختگی خودش مدیون است که دو نقطه شبیه چشمان دروغین را روی بالهای عقبی مخفی طبیعی خودش نشان می‌دهد.

## ویژگی‌ها
ملخ طاووس بالغ از ۴۵ تا ۶۵ میلی‌متر طول دارد. استتار محافظش از برگ خشک تقلید می‌کند. زمانی که احساس تهدید کند دقیقاً بر خلاف استتارش بالهای عقبی با نقاط چشمی را نمایان می‌کند.
هیچ ملخ طاووسی در الگوی رنگ یا شکل بال‌ها یکسان نیست که این باعث می‌شود تا خطر اینکه شکارچیان تشخیص یک الگوی بصری مشخص را بیاموزند را کاهش می‌دهد. همانند دیگر ملخ‌ها، سیستم شنوایی یا گوش طبلی آنها روی پاهای جلویی درست زیر مفصل بین ران و درشت‌نی قرار دارد. شاخک‌ها بسیار بلند هستند حتی بیشتر از ملخ شاخک‌دار، تا جایی که بین دو تا سه برابر طول بدنش بلندی دارند.

## محل زندگی
ملخ طاووسی در قرن هجدهم توسط کارل لینه توصیف شد. در مناطق استوایی چون شمال آمریکای جنوبی، میمونها از شکارچیان عمدهٔ آنها هستند که به صورت فعال به دنبال ملخ‌ها در بین برگ‌های خشک می‌گردند.

## رفتار غذایی
شامل ضایعات گیاهی و حیوانی، همچنین برگ‌های تازه. شکارچی نیست.

## رفتار تناسلی
همچون اکثر ملخ‌های شاخ بلند، نوع نر ماده‌ها را با تولید یک صدای بسیار زیر جذب می‌کند، که او بواسطه سائیدن یک بال جلویی روی یک خراشنده روی بال جلویی دیگر آن را تولید می‌کند. این صدا به عنوان تداخل دو برابر در پژواک‌یابی خفاش تخمین زده شده است که یکی از شکارچیان طبیعی متعدد این ملخ هستند. زمانی که یک ماده پدیدار شود، ملخ‌ها ابتدا همدیگر را با شاخک‌هایشان وارسی می‌کنند، سپس بدن‌هایشان را می‌لرزانند تا اندازه و طول توان یکدیگر را بسنجند. اگر نر عقب نکشد ماده نزدیک شده و جفتگیری می‌کنند. جفتگیری چند ساعتی طول می‌کشد، و در طول آن نر اسپرماتوفیلکس تولید کرده و آن را به تخمک ماده می‌چسباند. اسپرماتوفیلکس ساختاری ژلاتینی است که شامل سلول‌های اسپرم نر است همچنین مواد مغذی در حالت کربوهیدرات و پروتئین به عنوان کمکی برای ادامه حیات نوع ماده و زاد و ولد. سرمایه‌گذاری نر در اسپرماتوفیلکس قابل توجه است و ممکن است ۲۰ درصد از توده بدنی خودش را شامل شود. سپس جفت جدا شده و ماده به سمت رو خم می‌شود و اسپرماتوفیلکس را مصرف می‌کند.